# Trucker
Trucker é um filme de drama independente de 2008 da Plum Pictures, estrelado por Michelle Monaghan e Jimmy Bennett. Foi escrito e dirigido por James Mottern, e produzido por Scott Hanson, Galt Niederhoffer, Celine Rattray e Daniela Taplin Lundberg.

## Elenco
- Michelle Monaghan como Diane Ford
- Nathan Fillion como Runner
- Benjamin Bratt como Leonard "Len" Bonner
- Joey Lauren Adams como Jenny Bell
- Jimmy Bennett como Peter Bonner
- Bryce Johnson como Rick
- Matthew Lawrence como Scott
- Brandon Hanson como Tom
- Maya McLaughlin como Molly
- Ricky Ellison como Robert
- Johnny Simmons como Adolescente 1
- Stephen Sowan como Adolescente 2
- Dennis Hayden como Motorista de caminhão
- Mika Boorem como Mulher jovem
- Franklin Dennis Jones como Jonnie
- Amad Jackson como Médico

## Produção
O filme foi rodado em locações em Hawthorne, Califórnia, Bloomington, CA, e Mira Loma, CA. Outras partes do filme foram filmadas no Coachella Valley, na Califórnia.
Trucker teve um orçamento de menos de US$1,5 milhões.
Atriz Michelle Monaghan aprendeu a dirigir um caminhão, a fim de desempenhar o seu papel, o filme foi rodado usando autêntica filmagem dela conduzindo.

## Recepção
O filme ocupa atualmente tem 58% no ranking 'podre' no Rotten Tomatoes com base em 36 comentários indicando críticas mistas.
Roger Ebert escolheu como um de seus dez melhores filmes independentes de 2009

## Prêmios
Lista de prêmios para o filme:
- Michelle Monaghan – Prêmio Excelência em Atuação – Vail Film Festival
- Venceu – Melhor Narrativa Longa-Metragem – Woods Hole Film Festival
- Selecção Oficial Tribeca Film Festival
- Selecção Oficial Austin Film Festival
- Selecção Oficial Oxford Film Festival
- Selecção Oficial Florida Film Festival
- Selecção Oficial Vail Film Festival
- San Diego Film Critics Society: Melhor Atriz (Michelle Monaghan)